# Nyceryx nephus
Nyceryx nephus là một loài bướm đêm thuộc họ Sphingidae. Loài này có ở Brasil.
Cánh trước và cánh sau giống của loài Nyceryx alophus alophus.
Cá thể trưởng thành có lẽ mọc cánh quanh năm.